# Cody Lundin

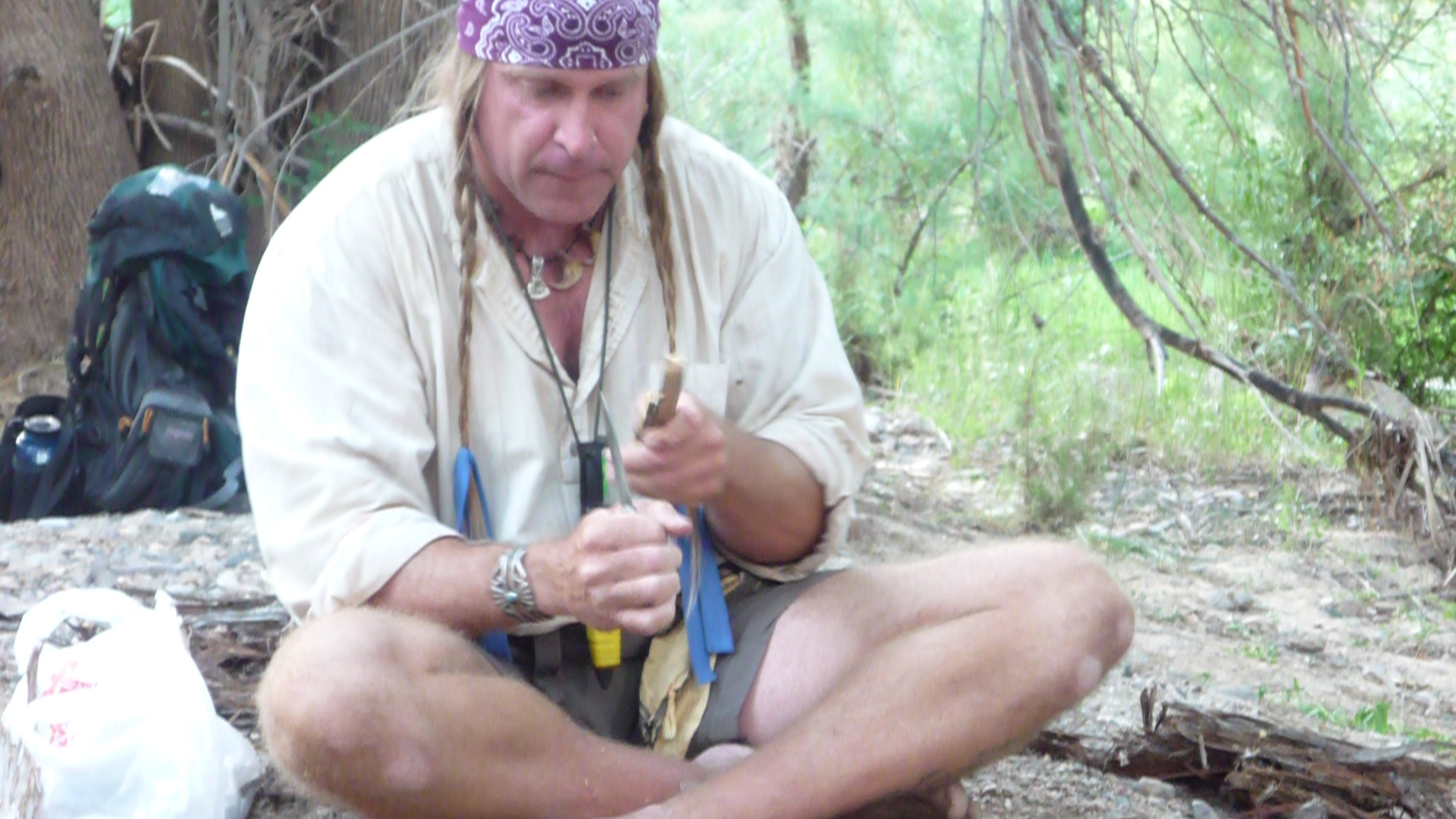
Cody Lundin (2010)

Cody Lundin (* 15. März 1967) ist ein US-amerikanischer Abenteurer, Survival-Ausbilder und Autor. Er bildete von 2010 bis 2014 eine Hälfte des Moderatoren-Duos der Dokumentationsfernsehsendung Das Survival-Duo: Zwei Männer, ein Ziel.

## Leben
Lundin wuchs als Einzelkind auf. Während seiner Kindheit zog er nach Laramie, Wyoming, wo er die Junior High School und später die High School besuchte. Nach seinem High-School-Abschluss lebte er auf der Straße und später in einer Kommune. Als er anfing zu studieren, verbrachte er häufig die Nächte auf dem Hinterhof der Uni, um einen Unterschlupf zu haben. Nach dem Studium erhielt er seinen Bachelor in Tiefenpsychologie und Holismus. Seit dieser Zeit läuft Lundin ausschließlich barfuß und trägt nur kurze Hosen.
2010 erlangte Lundin seinen TV-Durchbruch in der Fernsehserie Das Survival-Duo: Zwei Männer, ein Ziel, in welcher er zunächst mit Dave Canterbury zeigte, wie man in der Wildnis überlebt. Canterbury verließ jedoch die Serie 2012 und Lundin bekam Joe Teti als neuen Partner. Aufgrund von Meinungsverschiedenheiten und Streitigkeiten mit Teti stieg Lundin 2014 aus der Sendung aus.
2014 war Lundin als Experte in der deutschen Comedy-Show Paul Panzer – Stars bei der Arbeit zu sehen. Dort erhielt er die Aufgabe, Paul Panzer für einen Tag zu einem Survival-Experten auszubilden.

## TV-Auftritte
- 2010–2014: Das Survival-Duo: Zwei Männer, ein Ziel
- 2014: Paul Panzer – Stars bei der Arbeit (1 Folge)

## Bücher
- 2003: 98.6 Degrees: The Art of Keeping Your Ass Alive
- 2007: When All Hell Breaks Loose: Stuff You Need To Survive When Disaster Strikes